# 2013년 전미 비평가 협회상
제48회 전미 비평가 협회상은 2013년 최고의 영화를 기리기 위해 2014년 1월에 열린 시상식이다.

## 수상 및 후보

### 작품상
- 인사이드 르윈 - 조엘 코언 외 1명 수상
- 아메리칸 허슬 - 데이빗 O. 러셀
- 노예 12년 - 스티브 맥퀸
- 허 - 스파이크 존즈

### 감독상
- 인사이드 르윈 - 조엘 코언 외 1명 수상
- 그래비티 - 알폰소 쿠아론
- 노예 12년 - 스티브 맥퀸

### 여우주연상
- 블루 재스민 - 케이트 블란쳇 수상
- 가장 따뜻한 색, 블루 - 아델 에그자르코풀로스
- 비포 미드나잇 - 줄리 델피

### 남우주연상
- 인사이드 르윈 - 오스카 아이삭 수상
- 노예 12년 - 치웨텔 에지오포
- 올 이즈 로스트 - 로버트 레드포드

### 여우조연상
- 아메리칸 허슬 - 제니퍼 로렌스 수상
- 노예 12년 - 루피타 뇽
- 블루 재스민 - 샐리 호킨스
- 가장 따뜻한 색, 블루 - 레아 세이두

### 남우조연상
- 스프링 브레이커스 - 제임스 프랭코 수상
- 달라스 바이어스 클럽 - 자레드 레토
- 캡틴 필립스 - 바크하드 압디

### 각본상
- 비포 미드나잇 - 리처드 링클레이터 외 2명 수상
- 인사이드 르윈 - 조엘 코언 외 1명
- 아메리칸 허슬 - 데이빗 O. 러셀 외 1명

### 촬영상
- 인사이드 르윈 - 브루노 델보넬 수상
- 그래비티 - 엠마누엘 루베즈키
- 네브래스카 - 페든 파파마이클

### 필름 헤리티지상
- 투 머치 존슨 - 오슨 웰즈 수상

### 외국어영화상
- 가장 따뜻한 색, 블루 - 압델라티프 케시시 수상
- 천주정 - 지아장커
- 더 그레이트 뷰티 - 파올로 소렌티노

### 다큐멘터리상
- 액트 오브 킬링 - 조슈아 오펜하이머 수상
- 앳 버클리 - 프레더릭 와이즈먼
- 리바이어던(영어판) - 루시엔 캐스팅-테일러

### 실험영화상
- 리바이어던(영어판) - 루시엔 캐스팅-테일러 수상

### 특별공헌상
- 로저 에버트 수상
- Stanley Kauffmann 수상

### 미국 배급 작품상
- 떠돌이 개 - 차이밍량 수상
- 하이드 유어 스마일링 페이스 - 다니엘 패트릭 카본 수상